# Urbana, Illinois
Urbana este un oraș și sediul comitatul Champaign din statul Illinois, Statele Unite ale Americii.

## Clima
| Date climatice pentru Urbana, Illinois (normale pentru 1981–2010) | Date climatice pentru Urbana, Illinois (normale pentru 1981–2010) | Date climatice pentru Urbana, Illinois (normale pentru 1981–2010) | Date climatice pentru Urbana, Illinois (normale pentru 1981–2010) | Date climatice pentru Urbana, Illinois (normale pentru 1981–2010) | Date climatice pentru Urbana, Illinois (normale pentru 1981–2010) | Date climatice pentru Urbana, Illinois (normale pentru 1981–2010) | Date climatice pentru Urbana, Illinois (normale pentru 1981–2010) | Date climatice pentru Urbana, Illinois (normale pentru 1981–2010) | Date climatice pentru Urbana, Illinois (normale pentru 1981–2010) | Date climatice pentru Urbana, Illinois (normale pentru 1981–2010) | Date climatice pentru Urbana, Illinois (normale pentru 1981–2010) | Date climatice pentru Urbana, Illinois (normale pentru 1981–2010) | Date climatice pentru Urbana, Illinois (normale pentru 1981–2010) |
| Luna                                                              | Ian                                                               | Feb                                                               | Mar                                                               | Apr                                                               | Mai                                                               | Iun                                                               | Iul                                                               | Aug                                                               | Sep                                                               | Oct                                                               | Nov                                                               | Dec                                                               | Anual                                                             |
| ----------------------------------------------------------------- | ----------------------------------------------------------------- | ----------------------------------------------------------------- | ----------------------------------------------------------------- | ----------------------------------------------------------------- | ----------------------------------------------------------------- | ----------------------------------------------------------------- | ----------------------------------------------------------------- | ----------------------------------------------------------------- | ----------------------------------------------------------------- | ----------------------------------------------------------------- | ----------------------------------------------------------------- | ----------------------------------------------------------------- | ----------------------------------------------------------------- |
| Maxima istorică °F (°C)                                           | 70 (21)                                                           | 72 (22)                                                           | 85 (29)                                                           | 95 (35)                                                           | 97 (36)                                                           | 103 (39)                                                          | 109 (43)                                                          | 102 (39)                                                          | 102 (39)                                                          | 93 (34)                                                           | 80 (27)                                                           | 71 (22)                                                           | 109 (43)                                                          |
| Maxima medie °F (°C)                                              | 32.9 (0,5)                                                        | 37.7 (3,2)                                                        | 49.9 (9,9)                                                        | 62.8 (17,1)                                                       | 73.4 (23)                                                         | 82.5 (28,1)                                                       | 85.0 (29,4)                                                       | 83.7 (28,7)                                                       | 78.2 (25,7)                                                       | 65.2 (18,4)                                                       | 50.6 (10,3)                                                       | 36.7 (2,6)                                                        | 61,7 (16,5)                                                       |
| Minima medie °F (°C)                                              | 16.7 (−8.5)                                                       | 20.2 (−6.6)                                                       | 30.0 (−1.1)                                                       | 41.1 (5,1)                                                        | 51.6 (10,9)                                                       | 61.9 (16,6)                                                       | 64.9 (18,3)                                                       | 63.1 (17,3)                                                       | 54.2 (12,3)                                                       | 42.6 (5,9)                                                        | 32.0 (0)                                                          | 21.2 (−6.0)                                                       | 41,7 (5,4)                                                        |
| Minima istorică °F (°C)                                           | −25 (−32)                                                         | −25 (−32)                                                         | −5 (−21)                                                          | 15 (−9)                                                           | 26 (−3)                                                           | 34 (1)                                                            | 41 (5)                                                            | 37 (3)                                                            | 24 (−4)                                                           | 12 (−11)                                                          | −5 (−21)                                                          | −20 (−29)                                                         | −25 (−32)                                                         |
| Precipitații inches (mm)                                          | 2.02 (51.3)                                                       | 2.13 (54.1)                                                       | 2.85 (72.4)                                                       | 3.68 (93.5)                                                       | 4.89 (124.2)                                                      | 4.28 (108.7)                                                      | 4.70 (119.4)                                                      | 3.93 (99.8)                                                       | 3.13 (79.5)                                                       | 3.26 (82.8)                                                       | 3.66 (93)                                                         | 2.73 (69.3)                                                       | 41,25 (1.047,8)                                                   |
| Zăpadă inches (cm)                                                | 7.0 (17.8)                                                        | 6.0 (15.2)                                                        | 2.4 (6.1)                                                         | 0.4 (1)                                                           | 0 (0)                                                             | 0 (0)                                                             | 0 (0)                                                             | 0 (0)                                                             | 0 (0)                                                             | 0.1 (0.3)                                                         | 0.8 (2)                                                           | 6.4 (16.3)                                                        | 23,3 (59,2)                                                       |
| Nr. de zile cu precipitații (≥ 0.01 in)                           | 9.3                                                               | 8.9                                                               | 10.6                                                              | 11.9                                                              | 12.2                                                              | 10.3                                                              | 10.0                                                              | 9.4                                                               | 7.7                                                               | 9.5                                                               | 10.2                                                              | 10.6                                                              | 120,6                                                             |
| Nr. mediu de zile cu ninsoare (≥ 0.1 in)                          | 5.3                                                               | 4.1                                                               | 2.2                                                               | 0.3                                                               | 0                                                                 | 0                                                                 | 0                                                                 | 0                                                                 | 0                                                                 | 0.1                                                               | 1.0                                                               | 5.0                                                               | 18,1                                                              |
| Sursă: NOAA (extremes 1888–present)                               |                                                                   |                                                                   |                                                                   |                                                                   |                                                                   |                                                                   |                                                                   |                                                                   |                                                                   |                                                                   |                                                                   |                                                                   |                                                                   |

## Demografie
|-
! Evoluția numărului populației
|-
! Recensământ ! Pop. ! ! %±